# Cruzeiro do Oeste
Cruzeiro do Oeste – miasto i gmina w Brazylii, w stanie Parana. Znajduje się w mezoregionie Noroeste Paranaense i mikroregionie Umuarama.